# Кирка (Россия)
Кирка (лезг. КIиркI) — село в Магарамкентском районе Дагестана. Административный центр Киркинского сельсовета.

## Географическое положение
Село расположено на расстоянии 15 км к юго-западу от села Магарамкент, административного центра района.

## Население
| 1895 | 1926 | 1939 | 1970 | 1989 | 2002  | 2010  |
| ---- | ---- | ---- | ---- | ---- | ----- | ----- |
| 556  | ↘463 | ↗577 | ↘504 | ↘476 | ↗1357 | ↘1254 |
| 2021 |      |      |      |      |       |       |
| ↘929 |      |      |      |      |       |       |